# 石萬銓
石萬銓（?—?），又作石萬詮，后晋宗室，石昱第三子，大哥石绍雍是后晋高祖石敬瑭的父亲。
石氏世代在军中，石萬友、石萬銓职卑无名。天福二年（937年）正月初四丁巳，石敬瑭加赠石万铨为检校司空、太尉。后自金紫光禄大夫、检校司空兼御史大夫、上柱国赠太傅。晋出帝石重贵天福八年（943年）五月丁亥，石重贵加赠石萬銓为太师，追封赵王。其子石敬威、石敬贇。